# NGC 7484
NGC 7484 is een elliptisch sterrenstelsel in het sterrenbeeld Beeldhouwer. Het hemelobject werd op 30 augustus 1834 ontdekt door de Britse astronoom John Herschel.

## Synoniemen
- ESO 407-6
- MCG -6-50-26
- PGC 70505